# Aire coutumière Paici-Camuki
Die Aire coutumière Paici-Camuki (in der Sprache der Ureinwohner: Pacî-Cèmuhi) ist eine Verwaltungseinheit einer besonderen Form (Aire coutumière) im französischen Überseedépartement Neukaledonien. Sie wurde am 19. März 1999 gegründet und umfasst fünf Gemeinden und einen Teil der Gemeinde Poya in der Mitte der Insel Grande-Terre. In Paici-Camuki sind 29 Kanaken-Stämme registriert.

## Gemeinden
| Gemeinde                     | Einwohner 1. Januar 2022 | Fläche km² | Dichte Einw./km² | Code INSEE | Postleitzahl |
| ---------------------------- | ------------------------ | ---------- | ---------------- | ---------- | ------------ |
| Koné                         | 8.144                    | 368,67     | 22               | 98811      | 98860        |
| Poindimié                    | 5.006                    | 677,08     | 7                | 98822      | 98822        |
| Ponérihouen                  | 2.420                    | 617,25     | 4                | 98823      | 98823        |
| Pouembout                    | 2.752                    | 648,60     | 4                | 98825      | 98825        |
| Poya                         | 2.802                    | 926,37     | 3                | 98827      | 97827        |
| Touho                        | 2.380                    | 193,94     | 12               | 98830      | 98831        |
| Aire coutumière Paici-Camuki |                          |            |                  | –          | –            |

1. ↑   Nur der nördliche Teil der Gemeinde, der Rest gehört zur Aire coutumière Ajië-Aro.